# Aurore Grandien
Anna Aurore Leonida Grandien, född Norbohm 4 oktober 1857 i Gävle, död 2 februari 1940 i Söderhamn, var en svensk tidningsredaktör. Hon var gift med Rudolf Grandien och mor till Alf, Rune och Hans Grandien.
Norbohm genomgick 1877–1878 småskoleseminariet i Bollnäs och var 1878–1881 lärare vid folkskolan i Österfärnebo och 1881–1883 i Gävle. Hon ingick 1885 äktenskap med Rudolf Grandien och övertog efter hans död 1904 posten som ägare, redaktör och ansvarig utgivare för liberala Söderhamns Tidning, något som på den tiden starkt ifrågasattes på grund av hennes kön. Hon blev dock framgångsrik och under hennes ledning övergick tidningen 1920 från tredagars- till sexdagarsutgivning. År 1926 flyttade tidningen dessutom in i en nybyggd fastighet vid Skolhusgatan i Söderhamn. Hon avgick först 1928, då hon efterträddes av sonen Hans Grandien.
Aurore Grandien var Svenska Tidningsutgivareföreningens enda kvinnliga hedersledamot och blev 1927 den första kvinnliga publicisten i Sverige som tilldelades medaljen Illis Quorum. Hon skrev Tur och retur Hawaii: Resebrev till Söderhamns Tidning (1928). Hon blev 1908 ledamot av fattigvårdsstyrelsen i Söderhamn.